# Ammophila albotomentosa
Ammophila albotomentosa är en biart som beskrevs av Morice 1900. Ammophila albotomentosa ingår i släktet Ammophila och familjen grävsteklar. Inga underarter finns listade i Catalogue of Life.